# Gastrecht
Das Gastrecht ist die befristete und widerrufliche Berechtigung, als Besucher in einer anderen als seiner eigenen Umgebung, besonders in einem Personenkreis, zu dem er nicht fest gehört, zu bestimmten Zwecken vorübergehend anwesend zu sein und die Gastfreundschaft anderer in Anspruch zu nehmen.
Das Gastrecht beruht auf Freiwilligkeit und begründet keine klagbaren Ansprüche im juristischen Sinn. Ein Beispiel ist das universitätsfremden Wissenschaftlern gewährte Gastrecht an einer Hochschuleinrichtung zur Durchführung gemeinsamer Forschungsprojekte oder die vorübergehende Duldung Nichtsesshafter an einem bestimmten Ort.
Das Asylrecht für politisch Verfolgte ist dagegen ein im Grundgesetz verankertes Grundrecht.

## Antike
Das Gastrecht erscheint, durch Sitte und Tradition verpflichtet, zunächst als natürliches Postulat, das mitunter auch durch Zeremonien und Symbole ausdrücklich anerkannt wird. Insbesondere mit dem Salz verbindet sich von alters her der Begriff der Gastlichkeit und Treue. Wie noch heute bei slawischen Völkern der Eintretende mit entgegengebrachtem Brot und Salz willkommen geheißen wird, so beruft man sich im arabischen Kulturkreis bei Streitigkeiten darauf, dass der Gegner mit ihm Brot und Salz gegessen habe.

### Griechenland
War bei den Griechen der Fremde als Gast aufgenommen, stand er unter dem Schutz des Zeus Xenios und hatte das Recht, vom Gastfreund Schutz gegen jede Gefährdung zu fordern. Dieses Recht beruhte jedoch nur auf religiösen Anschauungen. Durch die Proxenie wurde es aber zu einem wirklich rechtlichen Verhältnis, indem Gastfreunde (próxenoi) von Staats wegen bestellt wurden. Das waren Bürger, die von einem auswärtigen Staat oder Fürsten beauftragt waren, die Angehörigen dieses Staates gastlich aufzunehmen, ihre Rechte zu wahren und ihnen darüber hinaus mit Rat und Tat zur Seite zu stehen, also Vorgänger der heutigen Konsuln und Residenten. Meist gehörten sie dem Staate an, für den sie als próxenoi fungierten.

### Römisches Reich
Bei den Römern entwickelte sich das Gastrecht (hospitium) in ähnlicher Weise, nur dass hier die Schutzpflicht für diejenigen, die sie übernommen hatten, oft nur als eine bloße Ehrenbezeugung vonseiten der Auftraggeber in sich schloss. Auch zwischen Individuen und einzelnen Familien wurde vertragsmäßig das Gastrecht begründet, man gab sich wechselweise Geschenke (Gastgeschenke, xenia), tauschte die Erkennungszeichen (symbola, tesserae hospitales): die Teile eines zerbrochenen Ringes, die ineinander passten, Täfelchen und dergleichen. Diese Symbole wurden auch vererbt, wenn das Gastrecht auf die Nachkommen übergehen sollte, vom Vater auf den Sohn. Das Verhältnis konnte ordnungsgemäß nur durch die förmliche Aufkündigung des Vertrags aufgelöst werden.

### Christentum
Mit der zunehmenden Entwicklung des Transports und Verkehrs kam auch das Wirtshaus und andere Übernachtungsmöglichkeiten auf. Die Gastfreundschaft erhielt zum Teil andere Formen, besonders durch die Einwirkung des Christentums. Die Unterstützung Fremder, insbesondere reisender Christen, war Christenpflicht, ein Teil des kirchlichen Spendenaufkommens wurde für die Beherbergung und Verpflegung der Fremden verwendet. Später traten an die Stelle dieser momentanen Beiträge aus dem Kirchenschatz die Hospitäler. Die reisenden Christen erhielten auch von ihren Bischöfen Empfehlungsschreiben, um freundschaftliche Aufnahme in den fremden Gemeinden zu erhalten. Von einem Recht auf Gastlichkeit kann aber hier keine Rede sein.

## Völkerrecht
Im Seekriegsrecht besteht das Gastrecht in einer zeitlich beschränkten Befugnis von Kriegsschiffen, sich in einem neutralen Hafen aufzuhalten.